# Artère vésicale inférieure
L'artère vésicale inférieure est une artère systémique de l'abdomen. Elle vascularise la partie inférieure de la vessie. Sa structure dépend du sexe.

## Origine
L'artère vésicale inférieure nait dans la cavité pelvienne du tronc antérieur de l'artère iliaque interne.
Elle peut naître d'un tronc commun avec l'artère rectale moyenne ou de l'artère ombilicale.

## Trajet
l'artère vésicale inférieure longe la paroi latérale du petit bassin en avant et vers le bas.

### Anatomie féminine
Chez la femme, l'artère vésicale inférieure chemine en direction du vagin.

### Anatomie masculine
Chez l'homme, l'artère vésicale inférieure contourne la base de la vessie pour atteindre la prostate et les vésicules séminales.

## Branches collatérales
L'artère vésicale inférieure fournit des rameaux pour vasculariser la partie inférieure et latérale de la vessie, le tiers inférieur de l'urètre pelvien.
Chez la femme, des rameaux vascularisent la paroi antérieure du vagin et s'anastomose avec les artères vaginale et utérine.
Chez l'homme nait plusieurs rameaux prostatiques qui vascularisent la prostate et les vésicules séminales. Ces rameaux communiquent avec leurs équivalents controlatéraux pour constituer un réseau autour de la prostate.

## Variations anatomiques
Chez l'homme, l'artère vésicale inférieure peut naître directement de l'artère iliaque interne.
Chez la femme, elle peut être une petite branche de l'artère vaginale.

## Images supplémentaires

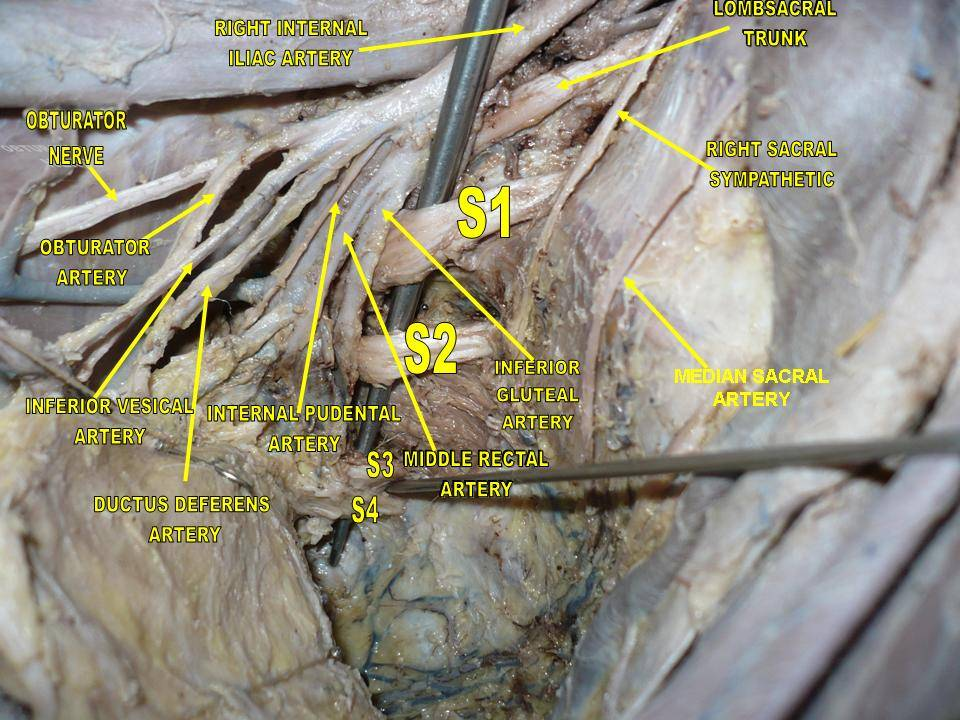
Artère vésicale inférieure, dissection profonde. Vue latérale.

## Articles annexes
- Artère vésicale supérieure